# Leonard Diepenbrock
Leonard Diepenbrock (* 7. Juli 1972 in Hamburg) ist ein deutscher Moderator beim deutschen Privatsender RTL.
Diepenbrock studierte Betriebswirtschaft an den Universitäten Hamburg und Bordeaux. Den Durchbruch bei RTL schaffte er 2002 als Moderator von Punkt 6. Bis Anfang 2009 moderierte er Punkt 6 und Punkt 9. Außerdem vertrat er Frauke Ludowig bei Exclusiv – Das Star-Magazin. Am 7. Juli 2006 startete er eine neue Show auf RTL: 5 gegen 100. Auf Super RTL moderierte er die Show Witzig, spritzig: Die besten Werbeknaller der Welt. Außerdem übernahm er im Januar 2008 die Moderation der Spezial-Sendung für die dritte Ich bin ein Star – Holt mich hier raus!-Staffel.
Diepenbrock arbeitete auch als Musikproduzent. Zusammen mit Christoph Siemons produzierte er in Kooperation mit Sony Music für das Projekt Krypteria den von Sylvia González Bolívar gesungenen Titel Liberatio (der bereits 2003 erschienen war) nochmals neu. Das Stück fungierte als offizieller RTL-Benefizsong zur Flutkatastrophe in Südostasien.
Außerdem ist Diepenbrock Geschäftsführer der TOX-Dübel-Technik GmbH und der Jean&Len GmbH, eines 2013 gegründeten Unternehmens für vegane Schönheitsprodukte. Len ist Diepenbrocks Spitzname. Die Geschäftsführung der TOX-Dübel-Technik GmbH in Krauchenwies übernahm er nach dem Tod seines Schwiegervaters. Drei Jahre lang absolvierte er ein berufsbegleitendes Aufbaustudium an der Harvard Business School.